# Dai Dai N'tab
Dai Dai Alexandre N'tab (* 17. srpna 1994 Amsterdam) je nizozemský rychlobruslař. Jeho otec pochází ze Senegalu, matka je Nizozemka.
V roce 2014 poprvé startoval na juniorském světovém šampionátu. Ve Světovém poháru závodí od podzimu 2014. Roku 2017 debutoval na seniorském Mistrovství světa na jednotlivých tratích. V sezóně 2016/2017 zvítězil v celkové klasifikaci Světového poháru na tratích 500 m. Na ME 2020 získal stříbrnou medaili v závodě na 500 m a na MS 2020 vyhrál závod v týmovém sprintu. V ročníku 2020/2021 Světového poháru zvítězil v celkovém hodnocení v závodech na 500 m a ze světového šampionátu 2021 si přivezl bronzovou medaili z téže distance. Na Mistrovství Evropy 2022 získal na trati 500 m bronz.